# ユニチカ・フェニックス
ユニチカ・フェニックスは、かつて大阪府貝塚市を本拠地として活動していた日本の女子バレーボールチーム。東京五輪で金メダルを獲得した「東洋の魔女」の母体であり、SVリーグに所属する東レアローズ滋賀の前身となったチームである。

## 歴史
ユニチカの前身である大日本紡績（日紡）では、当初各工場ごとに女子バレーボール部があり、日紡尼崎が最も早くから活躍を見せ、次いで日紡足利が台頭するようになっていた。両チームとも全日本女子総合優勝を果たした強豪チームであったが、1953年に大日本紡績は女子バレーボール活動を貝塚工場に統合させることを決定。翌1954年に大日本紡績代表女子バレーボールチームの日紡貝塚が結成され、監督に大松博文が就任した。
1959年から1966年にかけて258連勝という大記録を樹立（ニチボー貝塚258連勝の戦績一覧を参照）。「東洋の魔女」の異名で呼ばれるきっかけとなった1961年の欧州遠征では22戦全勝を果たし、日本スポーツ賞を受賞。翌1962年の世界選手権では日紡貝塚単独編成の全日本女子代表チームで優勝を果たした。1964年4月、大日本紡績からニチボーへの社名変更に伴い、チーム名をニチボー貝塚に変更。そして、同年10月の東京オリンピックでもほとんどの日本代表選手を輩出し、金メダル獲得に大きく貢献した。
大松監督の指導法も注目され、プロ野球選手監督や、日本全国からアマチュア指導者も見学に訪れた。南海ホークスの鶴岡一人監督が「こりゃ、男には通用せんわ」と口をあんぐりさせるほど厳しいものだったといわれる。
1969年、ニチボーと日本レイヨンの合併によるユニチカへの社名変更に伴い、チーム名をユニチカ貝塚に変更。1977年に拠点名を廃してユニチカ、1991年からは愛称を加えてユニチカ・フェニックスとなった。この間、1990年に老朽化した体育館（旧体育館）の横に新体育館（ユニチカ体育館）が建てられている。
世界選手権1回、日本リーグ6回、全日本総合16回（6人制と9人制の合計）、黒鷲旗全日本選抜19回、国民体育大会9回（6人制と9人制の合計）、全日本実業団4回（6人制と9人制の合計）、NHK杯6回、四強シリーズ1回の優勝を果たした。獲得した主要タイトル計62回は、日立ベルフィーユの53回を上回る歴代最多記録であり、女子リーグでは強豪の地位を不動のものとしていた。
しかし、長期不況による経営悪化を受けて1997年3月に貝塚工場が操業を停止。チームも2000年7月末で活動を停止することになった。選手全員の完全移籍を目指し交渉を行った結果、同年8月にユニチカのライバルである同業他社の東レが選手全員の受け入れを発表。同年9月に東レ滋賀事業場がある滋賀県大津市を本拠地とする女子バレーボールチームの東レアローズ（2024年にチーム名を東レアローズ滋賀に変更）が結成され、チーム全体で移籍した。
貝塚工場跡地ではその後、2003年から日本バレーボール協会（JVA）がユニチカ体育館を借り受けて「JVA貝塚ナショナルトレーニングセンター」として運営し、全日本女子代表チームの合宿などにも活用されていたが、2013年に閉鎖された。この間、2004年に旧体育館が取り壊されている。2005年にユニチカ体育館に隣接する旧・ユニチカ貝塚工場事務所が貝塚市歴史展示館となり、旧体育館の床の一部や優勝カップ等が展示されている。2015年に貝塚工場跡地の一画（約46,500平方メートル）とユニチカ体育館等の施設が日本生命に売却された。2016年に日本生命の実業団チームが練習拠点を吹田市から貝塚市へ移転し、同社女子卓球部（2018年から愛称を加えて日本生命レッドエルフ）が旧・ユニチカ体育館を改装した日本生命体育館を、同社野球部がユニチカ貝塚工場跡地の一画に新設した日本生命貝塚グラウンドをそれぞれ練習拠点としている。
ユニチカの実業団チームでは、1991年から女子バスケットボール部（旧・日紡系統）もフェニックスのチーム愛称を使用していたが、こちらも2004年に廃部となった。翌2005年からはラグビー部（旧・日本レイヨン系統）がフェニックスのチーム愛称を使用している。

## 成績
次に示す各記録は、後身の「東レアローズ女子チーム」やVリーグの公式サイトではユニチカ時代・東レ時代と合算しているが、この項では東レを別チームと扱って、ユニチカ時代の成績のみを載せる。

### 主な成績
世界選手権
- 優勝1回（1962年） ※単独チーム編成で参加。

日本リーグ／Vリーグ
- 優勝6回（1969年-1971年、1979年-1980年、1996年度）

黒鷲旗全日本選抜
- 優勝19回（1953年、1956年-1959年、1961年-1967年、1969年、1971年、1981年、1989年、1991年、1995年、2000年）

四強シリーズ
- 優勝1回（1965年度）

全日本総合（6人制）
- 優勝11回（1958-1966年、1970年、1978年）

全日本総合（9人制）
- 優勝5回（1955年、1957-58年、1960-61年）

全日本実業団（6人制）
- 優勝2回（1960-1961年）

全日本実業団（9人制）
- 優勝2回（1955年、1958年）

国民体育大会一般女子（9人制）
- 優勝3回（1955年、1957-1958年）

国民体育大会成年女子（6人制）
- 優勝4回（1971-73年、1975年）

国民体育大会成年女子1部（6人制）
- 優勝2回（1990年、1996年）

NHK杯
- 優勝6回（1962-66年、1971年）

### 年度別成績
| 大会名                | 大会名                | 順位                  | 参加チーム数          | 試合数 | 勝  | 敗  | 勝率  |
| --------------------- | --------------------- | --------------------- | --------------------- | ------ | --- | --- | ----- |
| 日本リーグ            | 第1回 (1967/68)       | 3位                   | 6チーム               | 10     | 8   | 2   | 0.800 |
| 日本リーグ            | 第2回 (1968/69)       | 3位                   | 6チーム               | 10     | 5   | 5   | 0.500 |
| 日本リーグ            | 第3回 (1969/70)       | 優勝                  | 6チーム               | 10     | 9   | 1   | 0.900 |
| 日本リーグ            | 第4回 (1970/71)       | 優勝                  | 6チーム               | 10     | 10  | 0   | 1.000 |
| 日本リーグ            | 第5回 (1971/72)       | 優勝                  | 6チーム               | 10     | 9   | 1   | 0.900 |
| 日本リーグ            | 第6回 (1972/73)       | 3位                   | 6チーム               | 10     | 6   | 4   | 0.600 |
| 日本リーグ            | 第7回 (1973/74)       | 6位                   | 6チーム               | 10     | 1   | 9   | 0.100 |
| 日本リーグ            | 第8回 (1974/75)       | 5位                   | 6チーム               | 10     | 3   | 7   | 0.300 |
| 日本リーグ            | 第9回 (1975/76)       | 準優勝                | 6チーム               | 10     | 8   | 2   | 0.800 |
| 日本リーグ            | 第10回 (1976/77)      | 準優勝                | 6チーム               | 10     | 6   | 4   | 0.600 |
| 日本リーグ            | 第11回 (1977/78)      | 準優勝                | 6チーム               | 10     | 8   | 2   | 0.800 |
| 日本リーグ            | 第12回 (1978/79)      | 3位                   | 6チーム               | 10     | 6   | 4   | 0.600 |
| 日本リーグ            | 第13回 (1979/80)      | 優勝                  | 6チーム               | 10     | 9   | 1   | 0.900 |
| 日本リーグ            | 第14回 (1980/81)      | 優勝                  | 8チーム               | 14     | 14  | 0   | 1.000 |
| 日本リーグ            | 第15回 (1981/82)      | 準優勝                | 8チーム               | 21     | 17  | 4   | 0.810 |
| 日本リーグ            | 第16回 (1982/83)      | 準優勝                | 8チーム               | 21     | 18  | 3   | 0.857 |
| 日本リーグ            | 第17回 (1983/84)      | 4位                   | 8チーム               | 21     | 11  | 10  | 0.524 |
| 日本リーグ            | 第18回 (1984/85)      | 5位                   | 8チーム               | 21     | 9   | 12  | 0.429 |
| 日本リーグ            | 第19回 (1985/86)      | 6位                   | 8チーム               | 21     | 8   | 13  | 0.381 |
| 日本リーグ            | 第20回 (1986/87)      | 4位                   | 8チーム               | 21     | 13  | 8   | 0.619 |
| 日本リーグ            | 第21回 (1987/88)      | 5位                   | 8チーム               | 14     | 5   | 9   | 0.357 |
| 日本リーグ            | 第22回 (1988/89)      | 準優勝                | 8チーム               | 17     | 14  | 3   | 0.824 |
| 日本リーグ            | 第23回 (1989/90)      | 準優勝                | 8チーム               | 17     | 13  | 4   | 0.765 |
| 日本リーグ            | 第24回 (1990/91)      | 4位                   | 8チーム               | 17     | 6   | 11  | 0.353 |
| 日本リーグ            | 第25回 (1991/92)      | 4位                   | 8チーム               | 20     | 10  | 10  | 0.500 |
| 日本リーグ            | 第26回 (1992/93)      | 準優勝                | 8チーム               | 20     | 13  | 7   | 0.650 |
| 日本リーグ            | 第27回 (1993/94)      | 6位                   | 8チーム               | 14     | 6   | 8   | 0.429 |
| 日本リーグ通算 (27年) | 日本リーグ通算 (27年) | 日本リーグ通算 (27年) | 日本リーグ通算 (27年) | 388    | 245 | 143 | 0.631 |
| Vリーグ               | 第1回 (1994/95)       | 準優勝                | 8チーム               | 21     | 13  | 8   | 0.619 |
| Vリーグ               | 第2回 (1995/96)       | 優勝                  | 8チーム               | 21     | 13  | 8   | 0.619 |
| Vリーグ               | 第3回 (1996/97)       | 5位                   | 8チーム               | 21     | 10  | 11  | 0.476 |
| Vリーグ               | 第4回 (1997/98)       | 3位                   | 8チーム               | 21     | 9   | 12  | 0.429 |
| Vリーグ               | 第5回 (1998/99)       | 6位                   | 10チーム              | 18     | 10  | 8   | 0.556 |
| Vリーグ               | 第6回 (1999/2000)     | 3位                   | 10チーム              | 18     | 11  | 7   | 0.611 |
| Vリーグ通算 (6年)     | Vリーグ通算 (6年)     | Vリーグ通算 (6年)     | Vリーグ通算 (6年)     | 120    | 66  | 54  | 0.550 |

## 休部年度の選手・スタッフ
1999年12月17日版

### 選手
| 背番号 | 名前       | 年齢 | 国籍 | Position   | 備考 |
| ------ | ---------- | ---- | ---- | ---------- | ---- |
| 1      | 熊前知加子 | 25   | 日本 | レフト     |      |
| 2      | 木村久美   | 25   | 日本 | ライト     | 主将 |
| 3      | 苧坂一美   | 22   | 日本 | センター   |      |
| 4      | 磯辺絵梨子 | 22   | 日本 | セッター   |      |
| 5      | 内野由希   | 22   | 日本 | レフト     |      |
| 6      | 向井久子   | 21   | 日本 | レフト     |      |
| 7      | 上田かおり | 21   | 日本 | センター   |      |
| 8      | 澤井美里   | 20   | 日本 | センター   |      |
| 9      | 山本明日香 | 20   | 日本 | ライト     |      |
| 10     | 佐野優子   | 20   | 日本 | レシーバー |      |
| 11     | 湯浅記世   | 20   | 日本 | センター   |      |
| 12     | 池田幸子   | 20   | 日本 | レフト     |      |
| 13     | 五十川葉子 | 19   | 日本 | レフト     |      |
| 14     | 中田美和   | 19   | 日本 | セッター   |      |
| 15     | 芝田安希   | 18   | 日本 | ライト     |      |
| 16     | 緑川真由美 | 19   | 日本 | ライト     |      |

### スタッフ
| 役職                   | 名前       | 国籍 | 備考 |
| ---------------------- | ---------- | ---- | ---- |
| 部長                   | 小林義克   | 日本 |      |
| 監督                   | 達川実     | 日本 |      |
| コーチ                 | 岸本太道   | 日本 |      |
| コーチ                 | 濱田義弘   | 日本 |      |
| コーチ                 | 中西千枝子 | 日本 |      |
| トレーナー             | 岩間徹     | 日本 |      |
| アシスタントトレーナー | 吉本恵保美 | 日本 |      |
| 総務                   | 鶴徹朗     | 日本 |      |
| マネージャー           | 松木麻貴子 | 日本 |      |

## 在籍していた主な選手
| - 樫野幸子 - 河西昌枝 - 姫田睦子 - 宮本恵美子 - 増尾光枝 - 中島澄子 - 西原篤子 - 谷田絹子 - 半田百合子 - 松村好子 - 青木洋子 - 山田暉子 | - 松村勝美 - 本田憲子 - 磯辺サタ - 松村勝美 - 篠崎洋子 - 佐々木節子 - 藤本佑子 - 横山樹理 - 広瀬美代子 - 鳥居千穂 - 中西千枝子 | - 中村和美 - 佐伯美香 - 木村久美 - 熊前知加子 - 清家ちえ - 佐野優子 - 向井久子 - 芝田安希 - 上田かおり - 許春蓮 - 蘇立群 |